# Yoshihide Suga

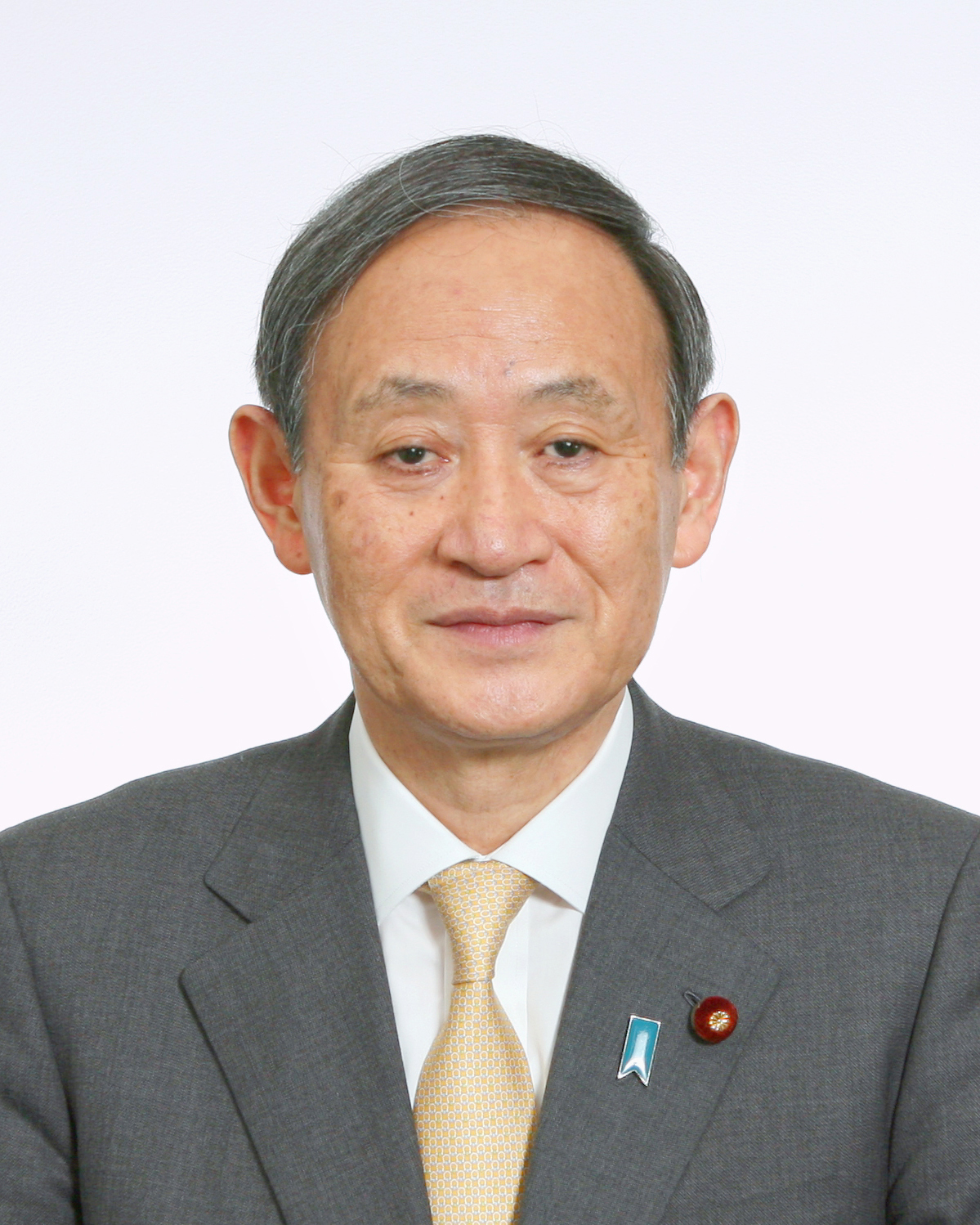
Yoshihide Suga (offizielles Porträt, 2020)

Yoshihide Suga (jap. 菅 義偉, Suga Yoshihide; * 6. Dezember 1948 in Akinomiya, heute zu Yuzawa, Präfektur Akita) ist ein japanischer Politiker und war vom 16. September 2020 bis zum 4. Oktober 2021 der 63. Premierminister von Japan. Suga war zudem Vorsitzender der Liberaldemokratischen Partei (LDP) bis September 2021 und ist Abgeordneter des Shūgiin, des Unterhauses des nationalen Parlaments, für den 2. Wahlkreis Kanagawa. Bis 2009 war er Mitglied der Koga-Faktion und gehörte danach keiner Faktion mehr an; die 2015 gegründete informellere Suga-Gruppe (Ganesha no kai) seiner Anhänger kündigte im Skandal um schwarze Kassen anderer vollwertiger, als „politische Gruppierungen“ registrierter LDP-Faktionen 2024 die Einstellung ihrer Aktivitäten an, löste sich aber auch nicht auf. Von 2006 bis 2007 war er Innenminister und von August bis September 2007 Vorsitzender der Wahlstrategiekommission der LDP.

## Leben und Karriere
Suga wurde am 6. Dezember 1948 als erstes von vier Kindern des Landwirts Saburō Suga (1918–2010) im Dorf Akinomiya (1955 zur Stadt Ogachi, seit 2005 Ortsteil Akinomiya des kreisfreien Yuzawa) im Landkreis Ogachi der Präfektur Akita geboren. Er studierte bis 1973 Rechtswissenschaften an der Hōsei-Universität und wurde 1975  Sekretär des Abgeordneten und späteren Wirtschaftsministers Hikosaburō Okonogi. Ab 1987 wurde er für zwei Legislaturperioden in den Stadtrat von Yokohama gewählt. Bei der Shūgiin-Wahl 1996 kandidierte er für die LDP erfolgreich im 2. Wahlkreis Kanagawa, der die Stadtbezirke Nishi, Minato und Kōnan umfasst, und wurde seither achtmal wiedergewählt. Bei der Wahl des LDP-Vorsitzenden 1998 stimmte er nicht für den Vorsitzenden seiner Faktion, dem Heisei-Kenkyūkai-Vorsitzenden Keizō Obuchi, sondern für Seiroku Kajiyama. Anschließend trat er dem Kōchikai bei.
Im umgebildeten dritten Kabinett Koizumi war Suga unter Heizō Takenaka Vizeminister im Ministerium für Innere Angelegenheiten und Kommunikation.
Im ersten Kabinett von Premierminister Shinzō Abe stieg er in diesem Ministerium 2006 zum Minister auf; außerdem erhielt er die Zuständigkeit für die Reform der Beziehungen zwischen der Zentralregierung und den Gebietskörperschaften und die Privatisierung der Post. Bei der Kabinettsumbildung im August 2007 erhielt er mit dem Vorsitz der Wahlstrategiekommission der LDP eines der vier wichtigen Parteiämter. 2007 stimmte er bei der Wahl des LDP-Vorsitzenden erneut gegen den Kandidaten seiner Faktion, Yasuo Fukuda, und stattdessen für Tarō Asō vom Ikōkai. Der neue Parteivorsitzende Fukuda ersetzte Suga als Vorsitzenden der Wahlstrategiekommission einen Monat später durch Makoto Koga.
Bei der für die LDP verheerenden Shūgiin-Wahl 2009 gewann Suga seinen Wahlkreis gegen den Demokraten Kazuya Mimura mit einem Vorsprung von 548 Stimmen, wobei Mimura über den Verhältniswahlblock Süd-Kantō ins Shūgiin einzog. Im September 2009 verließ Suga das Kōchikai, um zusammen mit anderen 1996 erstmals gewählten Abgeordneten bei der Wahl des LDP-Vorsitzenden den Kandidaten Tarō Kōno zu unterstützen. Bei der Vorsitzenden-Wahl 2012 wählte Suga den Gewinner Shinzō Abe und wurde von ihm im September des Jahres zum stellvertretenden Generalsekretär der LDP ernannt.

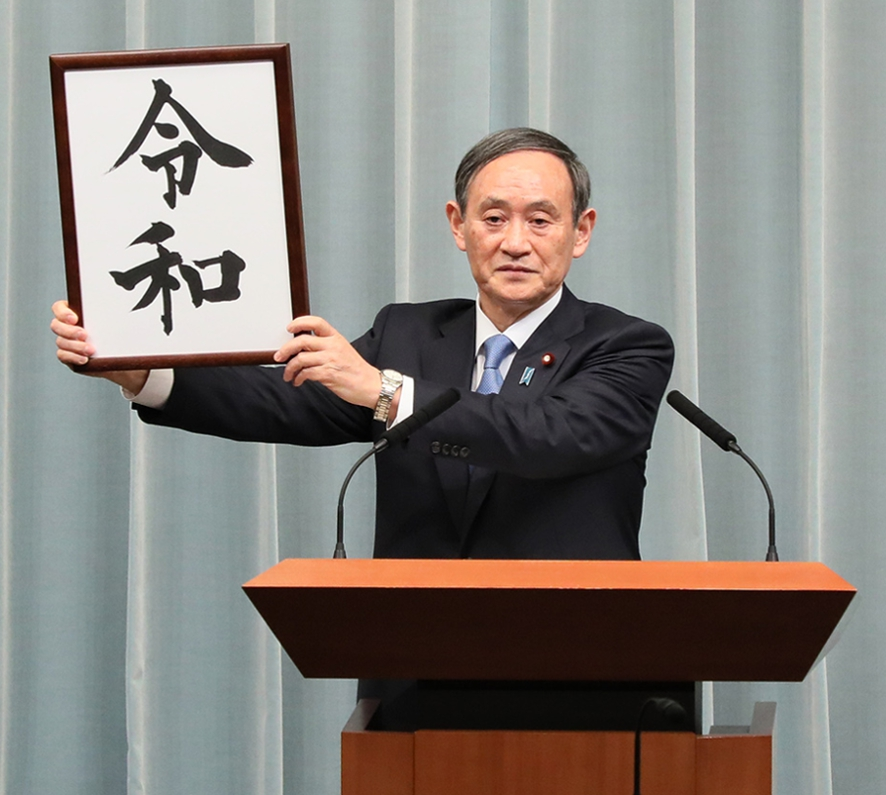
Suga bei der Verkündung der Devise (Nengō) der Ära des neuen Kaisers Naruhito, Reiwa

Als Shinzō Abe im Dezember 2012 zum Premierminister wiedergewählt wurde, übernahm er Suga als Chefkabinettssekretär in sein zweites Kabinett. Seither war er ein fester Bestandteil der Abe-Regierung und ab dem 7. Juli 2016 der am längsten amtierende Chefkabinettssekretär. Unter seiner Leitung wurde 2014 das „Kabinettsbüro für Personalangelegenheiten“ errichtet, das das bisher für die Rekrutierung von hohen Beamten zuständige Personalamt teilweise ablöste und die Kontrolle der Regierung über Personalentscheidungen innerhalb der Behörden erheblich erweiterte. Suga galt, abgesehen von Abe, als einflussreichstes Kabinettsmitglied und war besonders für sein strategisches Geschick bei der Vergabe von Beamten- und Ministerposten bekannt, um Meinungsverschiedenheiten in der Regierung zu vermeiden.
Suga verkündete am 1. April 2019 die Bezeichnung der mit der Thronbesteigung von Naruhito einhergehenden neuen Ära, Reiwa. Dies brachte ihm den Spitznamen „Onkel Reiwa“ ein.
Nachdem er nach Abes Rücktritt am 2. September 2020 seine Kandidatur bei der Wahl des LDP-Vorsitzenden verkündet hatte, setzte er sich am 14. September 2020 bei dieser mit 70 % der Stimmen gegen Fumio Kishida und Shigeru Ishiba durch.

### Amtszeit als Premierminister
Suga verlautbarte bei seiner Wahl seine politische Agenda, die die Bekämpfung der anhaltenden COVID-19-Pandemie und die Umsetzung einer weiteren Deregulierung zur Wiederbelebung der Wirtschaft beinhaltete. Er bekräftigte ebenso sein früheres Interesse an der Konsolidierung von Regionalbanken und der Senkung der Mobilfunkgebühren in Japan. Kurz nach seiner Bestätigung als neuer Premierminister durch das japanische Parlament am 16. September 2020 stellte er sein Kabinett vor. Dabei übernahm Suga acht Minister seines Vorgängers.
Am 15. Juni 2021 überstand Suga einen Misstrauensantrag im Unterhaus des Parlaments. Die Opposition warf ihm Versagen bei der Bekämpfung der Corona-Pandemie vor und monierte vor allem, dass er an der Durchführung der verschobenen Olympischen Spiele festhielt. Eine Mehrheit der Abgeordneten seiner Liberaldemokratischen Partei und des kleineren Koalitionspartners Komeito stimmte gegen den Misstrauensantrag.
Infolge anhaltend schlechter Umfragewerte kündigte Suga am 3. September 2021 an, seine Kandidatur für die turnusgemäße Wahl zum Parteivorsitz der LDP am 26. September 2021 zurückzuziehen und damit auch von seinem Amt als Premierminister zurückzutreten. Als Favorit für seine Nachfolge galt Fumio Kishida, der Suga ein Jahr zuvor bei der Wahl zum Parteivorsitz unterlag. Am 4. Oktober 2021 traten Premier Suga und sein Kabinett zurück und machten damit den Weg frei für die Wahl von Kishida zum neuen Premierminister durch das Parlament am selben Tag.
Unter dem LDP-Vorsitzenden Shigeru Ishiba übernahm Suga 2024 den nicht immer besetzten Vize-Parteivorsitz von Tarō Asō.

## Mitgliedschaften (Auswahl)
- Nippon Kaigi[17]
- „Junge Parlamentariergruppe, die den Frieden ersehnend und wahren nationalen Interessen gedenkend Besuche des Yasukuni-Schreins befürwortet“ (平和を願い真の国益を考え靖国神社参拝を支持する若手国会議員の会, Heiwa o negai shin no kokueki o kangae Yasukuni-jinja sanpai o shiji suru wakate kokkai giin no kai)[18]
- „Politische Shintō-Union“ (神道政治連盟, Shintō seiji renmei; eng. „Shinto Association of Spiritual Leadership“)[19]
- „Japanisch-koreanische Parlamentariergruppe“ (日韓議員連盟, Nikkan giin renmei)